# Los Angeles Lakers 2002-2003
La stagione 2002-03 dei Los Angeles Lakers fu la 54ª nella NBA per la franchigia.
I Los Angeles Lakers arrivarono secondi nella Pacific Division della Western Conference con un record di 50-32. Nei play-off vinsero il primo turno con i Minnesota Timberwolves (4-2), perdendo poi la semifinale di conference con i San Antonio Spurs (4-2).

## Draft
| Giro | Scelta | Giocatore                          | Posizione   | Nazionalità | Università/Club |
| ---- | ------ | ---------------------------------- | ----------- | ----------- | --------------- |
| 1    | 27     | Chris Jefferies (ceduto a Toronto) | ala piccola | Stati Uniti | Fresno State    |

Kareem Rush, scelto col numero 20 dai Toronto Raptors, venne scambiato con Chris Jefferies, scelto appunto dai Lakers.

## Regular season
| Squadra                | V  | P  | %    | GB |
| ---------------------- | -- | -- | ---- | -- |
| Sacramento Kings       | 59 | 23 | 72,0 | -  |
| Los Angeles Lakers     | 50 | 32 | 61,0 | 9  |
| Portland Trail Blazers | 50 | 32 | 61,0 | 9  |
| Phoenix Suns           | 44 | 38 | 53,7 | 15 |
| Seattle SuperSonics    | 40 | 42 | 48,8 | 19 |
| Golden State Warriors  | 38 | 44 | 46,3 | 21 |
| Los Angeles Clippers   | 27 | 55 | 32,9 | 32 |

## Play-off

### Primo turno
Gara 1
| 20 aprile 2003 | Minnesota Timberwolves | 98 – 117 | Los Angeles Lakers |  |

Gara 2
| 22 aprile 2003 | Minnesota Timberwolves | 119 – 91 | Los Angeles Lakers |  |

Gara 3
| 24 aprile 2003 | Los Angeles Lakers | 110 – 114 TS | Minnesota Timberwolves |  |

Gara 4
| 27 aprile 2003 | Los Angeles Lakers | 102 – 97 | Minnesota Timberwolves |  |

Gara 5
| 29 aprile 2003 | Minnesota Timberwolves | 90 – 120 | Los Angeles Lakers |  |

Gara 6
| 1º maggio 2003 | Los Angeles Lakers | 101 – 85 | Minnesota Timberwolves |  |

### Semifinali di Conference
Gara 1
| 5 maggio 2003 | San Antonio Spurs | 87 – 82 | Los Angeles Lakers |  |

Gara 2
| 7 maggio 2003 | San Antonio Spurs | 114 – 95 | Los Angeles Lakers |  |

Gara 3
| 9 maggio 2003 | Los Angeles Lakers | 110 – 95 | San Antonio Spurs |  |

Gara 4
| 11 maggio 2003 | Los Angeles Lakers | 99 – 95 | San Antonio Spurs |  |

Gara 5
| 13 maggio 2003 | San Antonio Spurs | 96 – 94 | Los Angeles Lakers |  |

Gara 6
| 15 maggio 2003 | Los Angeles Lakers | 82 – 110 | San Antonio Spurs |  |

## Roster
| N° | Naz.                   | Ruolo | Sportivo             | Anno | Alt. | Peso |
| -- | ---------------------- | ----- | -------------------- | ---- | ---- | ---- |
| 0  | Mali (bandiera)        | C     | Soumaila Samake      | 1978 | 213  | 104  |
| 2  | Stati Uniti (bandiera) | G     | Derek Fisher         | 1974 | 185  | 91   |
| 3  | Stati Uniti (bandiera) | GA    | Devean George        | 1977 | 203  | 100  |
| 5  | Stati Uniti (bandiera) | A     | Robert Horry         | 1970 | 206  | 100  |
| 8  | Stati Uniti (bandiera) | G     | Kobe Bryant          | 1978 | 198  | 91   |
| 12 | Stati Uniti (bandiera) | G     | Jannero Pargo        | 1979 | 185  | 79   |
| 14 | Ucraina (bandiera)     | A     | Stanislav Medvedenko | 1964 | 208  | 113  |
| 17 | Stati Uniti (bandiera) | GA    | Rick Fox             | 1969 | 201  | 104  |
| 20 | Stati Uniti (bandiera) | G     | Brian Shaw           | 1966 | 198  | 86   |
| 21 | Stati Uniti (bandiera) | G     | Kareem Rush          | 1980 | 198  | 98   |
| 30 | Stati Uniti (bandiera) | A     | Tracy Murray         | 1971 | 201  | 102  |
| 34 | Stati Uniti (bandiera) | C     | Shaquille O'Neal     | 1972 | 216  | 147  |
| 35 | Stati Uniti (bandiera) | A     | Mark Madsen          | 1976 | 206  | 109  |
| 52 | Stati Uniti (bandiera) | A     | Samaki Walker        | 1976 | 206  | 109  |

## Staff tecnico
- Allenatore: Phil Jackson
- Vice-allenatori: Jim Cleamons, Frank Hamblen, Kurt Rambis, Tex Winter
- Vice-allenatore/scout: Bill Bertka
- Preparatore atletico: Gary Vitti

### Arrivi/partenze
Mercato e scambi avvenuti durante la stagione:
Arrivi
| N° | Naz. | Ruolo | Sportivo |  | Alt. |  |
| -- | ---- | ----- | -------- |  | ---- |  |

Partenze
| N° | Naz. | Ruolo | Sportivo |  | Alt. |  |
| -- | ---- | ----- | -------- |  | ---- |  |

## Premi e onorificenze
- Shaquille O'Neal incluso nell'All-NBA First Team
- Kobe Bryant incluso nell'All-NBA First Team
- Kobe Bryant incluso nell'All-Defensive First Team
- Shaquille O'Neal incluso nell'All-Defensive Second Team